# Juin 1800

## Événements

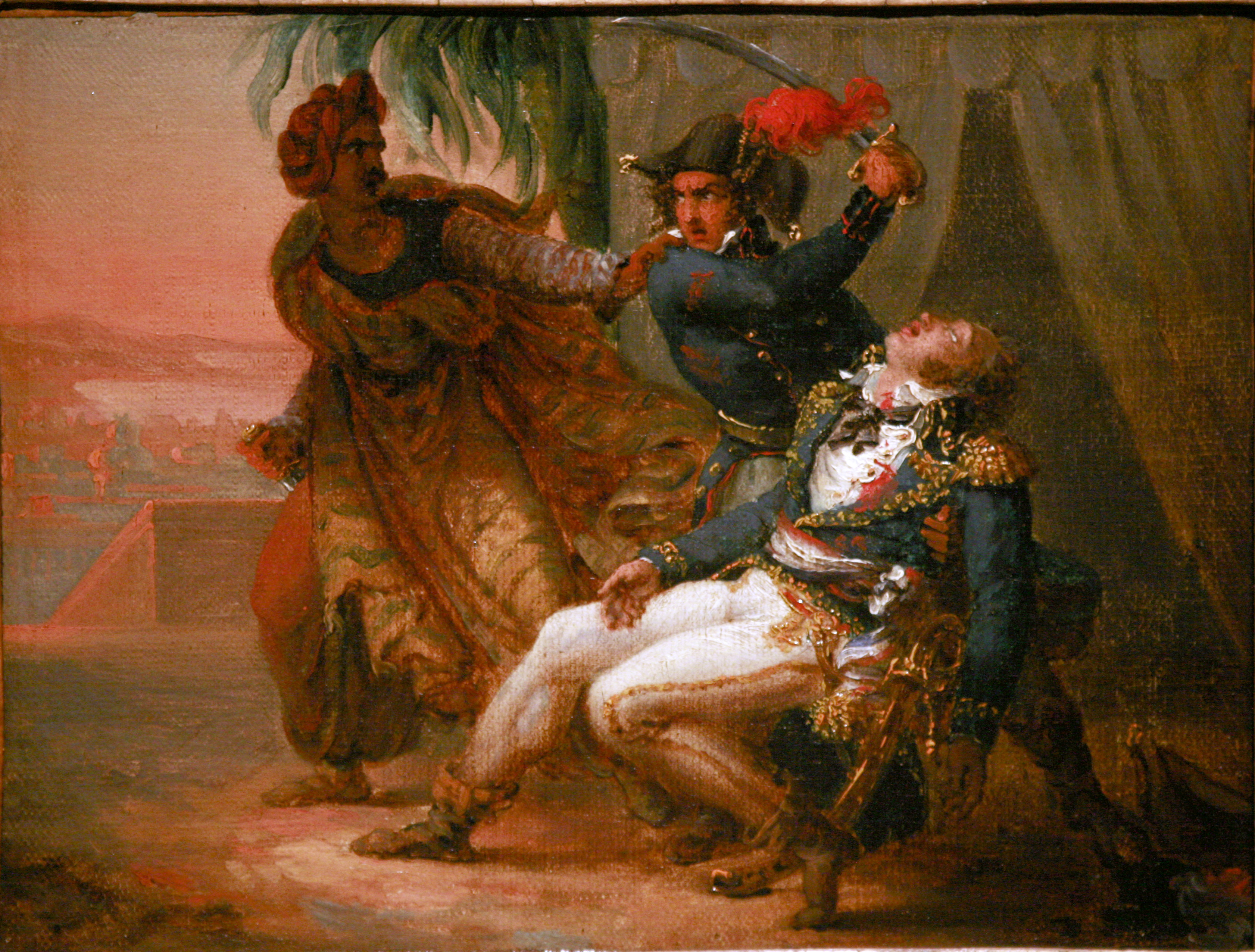
14 juin : assassinat de Kleber.

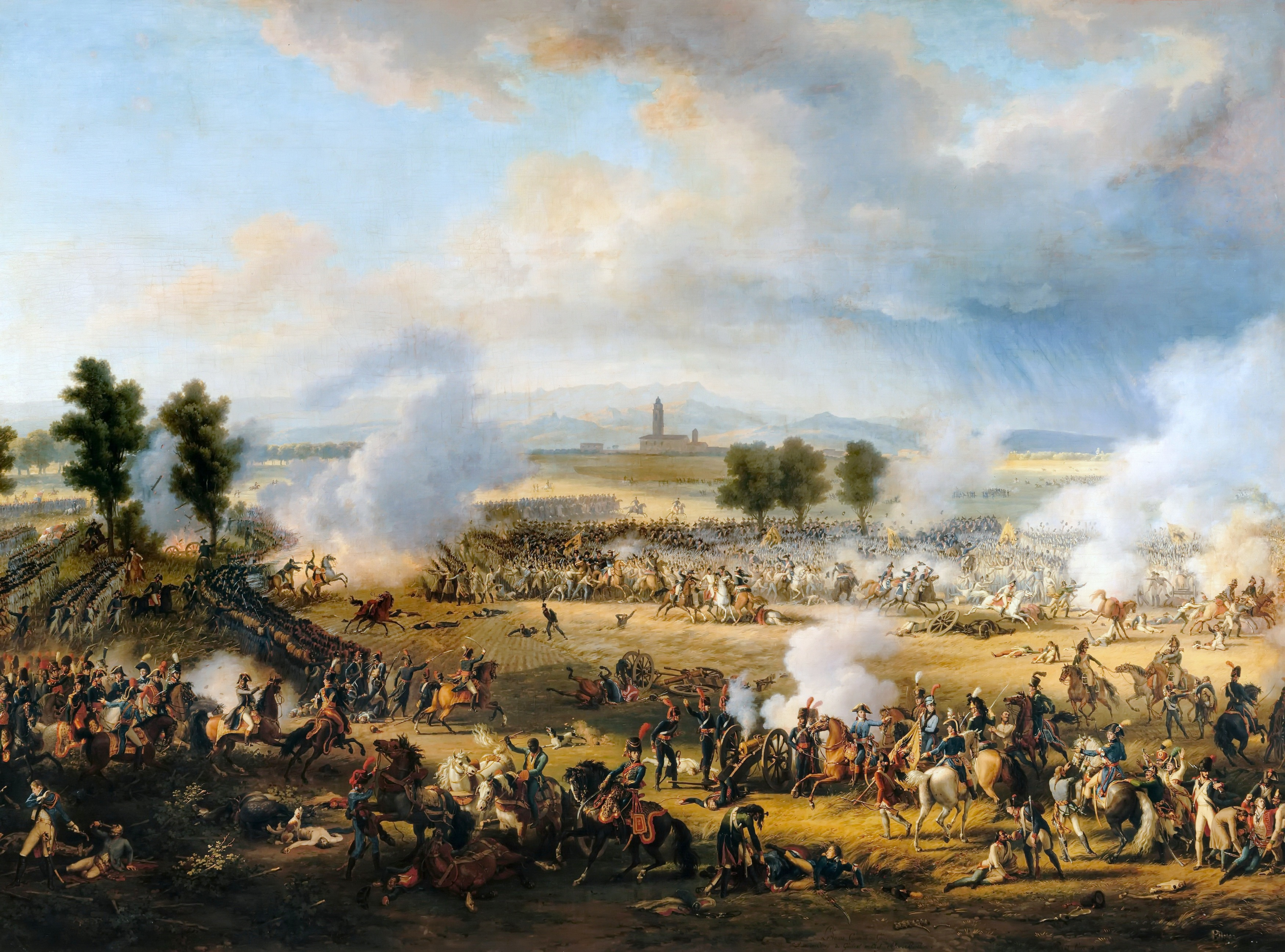
14 juin : bataille de Marengo

- 9 juin : victoire française à la bataille de Montebello[1].

- 14 juin :
  - Difficile victoire de Bonaparte et de Desaix à la bataille de Marengo contre l'armée autrichienne[1].
  - Kléber est assassiné par le janissaire Souleiman El Alepi[2]. Le général Menou lui succède. Marié à une Égyptienne et converti à l’islam, il développe l’agriculture et les travaux d’irrigation.

- 16 juin : suspension d’arme entre la France et l’Autriche en Italie[3].

- 19 juin : l'armée française commandée par Moreau bat les Autrichiens à la bataille d'Höchstädt[4].

## Naissances
- 16 juin : Charles-Michel Billard, pionnier français de la pathologie infantile († 1832).
- 17 juin : William Parsons (mort en 1867), astronome irlandais.
- 30 juin : Louis-Pierre Spindler, peintre, illustrateur et dessinateur († 13 mai 1889).

## Décès
- 10 juin : Johann Abraham Peter Schulz, compositeur allemand (° 31 mars 1747).
- 14 juin :
  - Louis Charles Antoine Desaix, général en chef français, mort à la bataille de Marengo (° 17 août 1768).
  - Jean-Baptiste Kléber, (assassiné en Égypte) général en chef français (° 9 mars 1753).
- 27 juin : Théophile-Malo de La Tour d'Auvergne-Corret, militaire celtisant français (°23 novembre 1743).